# Ermita del Calvario (Castillo de Villamalefa)
La ermita del Calvario de Castillo de Villamalefa, en la comarca del Alto Mijares, es un lugar de culto declarado de manera genérica Bien de Relevancia Local, según la Disposición Adicional Quinta de la Ley 5/2007, de 9 de febrero, de la Generalitat, de modificación de la Ley 4/1998, de 11 de junio, del Patrimonio Cultural Valenciano (DOCV Núm. 5.449 / 13/02/2007), con código 12.08.041-003.
La ermita se ubica al final de un típico calvario zigzagueante construido sobre bancales de piedra en la ladera de una montaña, rodeado de árboles (pinos y cipreses en su mayoría), entre los que destacan los casalicios en los que se colocan las estaciones del Vía Crucis. Además de este acceso a la ermita por el calvario, también se puede llegar hasta la cima de la montaña por una desviación en la CV-190 en dirección a Lucena, poco después de salir del pueblo o poco antes de entrar, según se salga o se entre del mismo.

## Descripción
La ubicación proporciona una bella vista panorámica de la zona, presentándose la ermita como un edificio en forma de cubo y fachadas blanqueadas, de fábrica de mampostería con refuerzos de sillar, que quedan perfectamente a la vista. La cubierta exterior es piramidal presentando un amplio alero. La ermita tiene adosada, a la derecha de la fachada principal (que es sobria y austera, presentando como única decoración destacable una puerta de madera que se abre en un vano enmarcado de sillares; así como una ventana situada bajo el alero), otro edificio de menor altura y tamaño, aunque de planta y cubierta similares. Externamente se remata con una espadaña que se sitúa en el centro del eje vertical de la fachada principal, y presenta arco de medio punto para la campana.
El estado de conservación, como ocurre con el calvario, es perfecto, lo que pone en evidencia su uso por parte de los vecinos de Castillo de Villamalefa, que celebran las fiestas del Santo Cristo del Calvario a mediados de septiembre, realizando diversos actos entre los que destacan la misa que se celebra en la iglesia parroquial  del pueblo y tras la misma se sube en procesión la imagen del Cristo hasta la ermita.